# Druivenkoers 1988
La Druivenkoers 1988, ventottesima edizione della corsa, si svolse il 24 agosto 1988 su un percorso con partenza e arrivo a Overijse. Fu vinta dal belga Marc Sergeant della Hitachi-Bosal-BCE Snooker davanti ai suoi connazionali Luc Roosen e Herman Frison.

## Ordine d'arrivo (Top 10)
| Pos. | Corridore                  | Squadra      | Tempo |
| ---- | -------------------------- | ------------ | ----- |
| 1    | Marc Sergeant              | Hitachi      |       |
| 2    | Luc Roosen                 | Roland       |       |
| 3    | Herman Frison              | Roland       |       |
| 4    | Jan Goessens               | Lotto-Merckx |       |
| 5    | Ludwig Willems             | Lotto-Merckx |       |
| 6    | Jean-Marc Vandenberghe     | Isoglass     |       |
| 7    | Jean-Philippe Vandenbrande | Hitachi      |       |
| 8    | Adrie van der Poel         | PDM          |       |
| 9    | Patrick Robeet             | Lotto-Merckx |       |
| 10   | Patrick Onnockx            | ADR          |       |